# ジャム (アルバム)
『ジャム』は、関ジャニ∞の9枚目のフル・アルバム。2017年6月28日にINFINITY RECORDSから発売された。

## 概要
- 前作『関ジャニ∞の元気が出るCD!!』から約1年7か月振りのリリース[14]。
- 自身のアルバムが上半期に発売されるのは、2009年4月15日発売の『PUZZLE』以来約8年振りである。
- CDは初回限定盤A・B、通常盤の3形態で発売。
- シングル曲「侍唄 (さむらいソング)」「罪と夏」「パノラマ」「NOROSHI」「なぐりガキBEAT」の他、メンバーの安田章大が作詞・作曲を務めたソニー・ピクチャーズ エンタテインメント配給映画『スパイダーマン:ホームカミング』の日本語吹替版主題歌である「Never Say Never」[15]など、全形態共通で全12曲を収録[14]。
  - 自身の冠番組であるテレビ朝日系『関ジャム 完全燃SHOW』で共演した、ニセ明[注 1]やいしわたり淳治、蔦谷好位置、BEGIN、岡崎体育、ユニコーン、いきものがかりの水野良樹、本間昭光から楽曲提供された新曲も収録[16]。
    - 楽曲提供の詳細は本項「#収録曲」及び「#楽曲提供者」を参照。

  - 通常盤には、メンバーの渋谷すばるが作詞・作曲・編曲を務めた「生きろ」、安田章大が作詞・作曲を務めた「JAM LADY」、錦戸亮が作詞・作曲・編曲を務めた「Traffic」を収録[17]。
  - 初回限定盤Aには、丸山・安田・錦戸・大倉のユニット曲「ノスタルジア」を収録[18]。
    - 同曲は、蔦谷好位置からの楽曲提供である。

  - 初回限定盤Bには、横山・渋谷・村上のユニット曲「Answer」を収録[18]。
    - 同曲は、横山・渋谷・村上が作詞、作曲・編曲を渋谷が担当した。
- 初回限定盤には特典DVDを付属。
  - 初回限定盤Aには、リードトラック「青春のすべて」のミュージック・ビデオに加え、本アルバムの打ち合わせやメンバー個々に普段見せない一面を収録したドキュメント映像「フトコロノカタナ」を収録[14]。
  - 初回限定盤Bには、リードトラック「今」のミュージック・ビデオに加え、同MV撮影の裏側でメンバー個々がメイキングカメラを持ちメンバー同士で撮り合った、自身の冠番組であるフジテレビ系『関ジャニ∞クロニクル』とのコラボ企画映像「撮り合いメイキング」を収録[14]。
- 本作の歌詞カードは、楽曲ごとにジャンルの違う様々な一流クリエイターとビジュアル面でも"ジャム"している[19]。詳細は本項「#クリエイター」を参照。
- 本作の初回限定盤A・B・通常盤をCDショップ対象店にて1枚購入につき、それぞれオリジナルポスター「侍唄 (さむらいソング)・罪と夏 ver.」「パノラマ・NOROSHI ver.」「なぐりガキBEAT・ジャム ver.」が配布された[20]。
- 本作の発売は、2017年3月26日に放送された前述の冠番組『関ジャム 完全燃SHOW』にて発表された[13]。
  - 以降、同番組にて本作の様々な情報解禁が行われた。
  - 同年6月25日、同番組の放送100回を記念し、本作の特集が放送された[21]。
    - 同回では、制作過程を貴重な打ち合わせ映像なども交えながら公開し、「DO NA I」「ノスタルジア」の作曲・編曲で本作に参加した音楽プロデューサー・蔦谷好位置が、事細かに解説を行った[21]。
    - 更に、「今」の振り付けで本作に参加している為、振付師・振付稼業air:manと安田が同曲の振り付けの構想をブラッシュアップしていく過程などに密着した映像も放送された[21]。
- 同年5月8日、本作の特設サイトが開設された[19]。
- 同年6月12日、本作の特設サイトにて、自身初の全曲視聴が開始された[22]。
- 同年6月14日、自身初のオフィシャルライナーノーツが公開された[23][24]。
- 同年6月25日、本作の発売を記念した特別ラジオ番組、TOKYO FM『関ジャニ∞ プレミアムジャム』が放送された[25][26]。
- 2018年4月15日に渋谷すばる、2019年9月5日に錦戸亮がジャニーズ事務所の退所及び関ジャニ∞からの脱退を発表したため、7人体制では最後のフル・アルバムとなった。
- 2024年1月24日、デビュー20周年を記念し、過去にリリースされた全楽曲が各種音楽ダウンロードサービス、サブスクリプションサービスで配信されることに伴い、本作の配信も開始された[27][28][29][注 2]。
- 2025年1月1日、上述のサブスク解禁で配信されていなかった、本作の初回限定盤AおよびB収録の「ノスタルジア」と「Answer」の配信が開始された[30]。

### 各形態概要
| ＃ | 曲名                          |
| -- | ----------------------------- |
| 1  | 罪と夏                        |
| 2  | 今                            |
| 3  | DO NA I                       |
| 4  | なぐりガキBEAT                |
| 5  | 夢への帰り道                  |
| 6  | えげつない                    |
| 7  | パノラマ                      |
| 8  | Never Say Never               |
| 9  | 侍唄 (さむらいソング)         |
| 10 | S.E.V.E.N 転び E.I.G.H.T 起き |
| 11 | NOROSHI                       |
| 12 | 青春のすべて                  |

| ＃ | 曲名                                   | 形態        |
| -- | -------------------------------------- | ----------- |
| 13 | 生きろ                                 | 通常盤      |
| 14 | JAM LADY                               | 通常盤      |
| 15 | Traffic                                | 通常盤      |
| 13 | ノスタルジア（丸山・安田・錦戸・大倉） | 初回限定盤A |
| 13 | Answer（横山・渋谷・村上）             | 初回限定盤B |

| 特典内容                                                | 形態        |
| ------------------------------------------------------- | ----------- |
| 特典DVD（詳細は#特典DVDを参照）                         | 初回限定盤A |
| オリジナルBOXパッケージ仕様                             | 初回限定盤A |
| オリジナル紙ジャケット                                  | 初回限定盤A |
| ビジュアルジャム歌詞カード                              | 初回限定盤A |
| フォトブックA（40P）                                    | 初回限定盤A |
| オリジナルポスター [侍唄 (さむらいソング)・罪と夏 ver.] | 初回限定盤A |
| 特典DVD（詳細は#特典DVDを参照）                         | 初回限定盤B |
| オリジナルBOXパッケージ仕様                             | 初回限定盤B |
| オリジナル紙ジャケット                                  | 初回限定盤B |
| ビジュアルジャム歌詞カード                              | 初回限定盤B |
| フォトブックB（40P）                                    | 初回限定盤B |
| オリジナルポスター [パノラマ・NOROSHI ver.]             | 初回限定盤B |
| ビジュアルジャム歌詞ブックレット                        | 通常盤      |
| オリジナルポスター [なぐりガキBEAT・ジャム ver.]        | 通常盤      |

## 販売形態
- 発売日：2017年6月28日
  - 初回限定盤A（JACA-5661~5662：CD+DVD）
    - オリジナルBOXパッケージ仕様
    - オリジナル紙ジャケット封入
    - ビジュアルジャム歌詞カード封入
    - フォトブックA（40P）封入
    - オリジナルポスター [侍唄 (さむらいソング)・罪と夏 ver.]付属[注 3]

  - 初回限定盤B（JACA-5663~5664：CD+DVD）
    - オリジナルBOXパッケージ仕様
    - オリジナル紙ジャケット封入
    - ビジュアルジャム歌詞カード封入
    - フォトブックB（40P）封入
    - オリジナルポスター [パノラマ・NOROSHI ver.]付属[注 3]

  - 通常盤（JACA-5665：CD）
    - ビジュアルジャム歌詞ブックレット封入
    - オリジナルポスター [なぐりガキBEAT・ジャム ver.]付属[注 3]
- 発売日：2019年7月12日
  - 通常盤：十五催ハッピープライス盤（JSNC-1598：CD）
    - 自身の配信アプリ『関ジャニ∞アプリ』対応のため、15%オフでの再発売。
- 発売日：2024年1月24日
  - 配信作品
    - デビュー20周年を記念した音楽ダウンロードサービスおよびサブスクリプションサービスでの配信[27][28][29][注 2]。

## チャート成績

### アルバムチャート順位
- オリコンチャート
  - 初日199,448枚を売り上げ、2017年6月27日付の「オリコンデイリー CDアルバムランキング」で初登場1位を獲得した[1]。
  - 初週327,493枚を売り上げ、2017年7月10日付の「オリコン週間 CDアルバムランキング」で週間1位を獲得した[2][3]。
    - 9作連続、通算9作目のアルバム1位獲得となった[2]。
    - 本作発売当時最高だった6thアルバム『JUKE BOX』の初週322,957枚[31]を上回り、自身のアルバム史上最高の初週売上となった。
    - 初動売上が30万枚を突破するのは前作『関ジャニ∞の元気が出るCD!!』から2作連続、通算3回目である。

  - 累計327,493枚を売り上げ、2017年6月度「オリコン月間 CDアルバムランキング」で月間1位を獲得した[4]。
    - 同チャートで自身のアルバムが1位を獲得するのは、7thアルバム『関ジャニズム』以来2作振り、通算2作目である。

  - 累計375,219枚を売り上げ、2017年度「オリコン年間 CDアルバムランキング」で年間8位を獲得した[5]。
    - 同チャートで自身のアルバムがトップ10に入るのは4作連続、通算4作目である。
- Billboard JAPAN
  - 初週337,677枚を売り上げ、2017年7月5日公開の「Billboard Japan Top Albums Sales」で週間1位を獲得した[6]。
  - 2017年7月5日公開の「Billboard Japan Hot Albums」で週間1位を獲得した[7]。
  - 2017年度「Billboard Japan Top Albums Sales Year End」で年間7位を獲得した[8]。
    - 同チャートで自身のアルバムがトップ10に入るのは4作連続、通算4作目である。

  - 2017年度「Billboard Japan Hot Albums Year End」で年間13位を獲得した[9]。
- タワーレコード
  - 2017年度「邦楽総合アルバム上半期チャート」で上半期3位を獲得した[10]。
  - 2017年度「ベストセラーズ2017 邦楽総合アルバム」で年間3位を獲得した[11]。

### 各曲チャート順位
※シングル曲は各ページを参照。
- Billboard JAPAN
  - 週間1,818ptを記録し、2017年7月5日公開の「Billboard Japan Hot 100」で本作のリード曲「今」が週間30位を獲得した[32]。

## 収録曲

### CD

#### 通常盤
1. 罪と夏 - [4:27]
作詞：高木誠司
作曲：Dr.Dalmatian
編曲：Dr.Dalmatian、久米康嵩
  - 35thシングル
2. 今 - [3:54]
作詞・作曲：akira nise
編曲：菅野よう子
  - 本作のリードトラック
  - フジテレビ系『FNS27時間テレビ にほんのれきし』テーマソング[33]
  - フジテレビ系『FNS27時間テレビ にほん人は何を食べてきたのか?』テーマソング[34]
  - ニセ明、菅野よう子からの楽曲提供。
3. DO NA I - [2:55]
作詞：いしわたり淳治
作曲・編曲：蔦谷好位置
ブラスアレンジ：五十嵐誠
  - TBS系『ペコジャニ∞!』テーマソング
  - いしわたり淳治、蔦谷好位置からの楽曲提供。
4. なぐりガキBEAT - [3:45]
作詞・作曲：NOMSON
編曲：大西省吾
ブラスアレンジ：山森大輔、永田こーせー
  - 38thシングル
  - 松竹配給映画『破門 ふたりのヤクビョーガミ』主題歌[35]
  - 表記はないが、ブラスアレンジが施されたアルバムバージョンである。
5. 夢への帰り道 - [4:28]
作詞：比嘉栄昇
作曲：島袋優
編曲：大西省吾
  - BEGINの島袋優と比嘉栄昇からの楽曲提供。
6. えげつない - [4:57]
作詞・作曲・編曲：岡崎体育
  - 岡崎体育からの楽曲提供。
7. パノラマ - [4:11]
作詞：SHIKATA
作曲：SHIKATA、GRP
編曲：野間康介
  - 36thシングル
  - フジテレビ系アニメ『モンスターハンター ストーリーズ RIDE ON』主題歌[36]
8. Never Say Never - [3:58]
作詞・作曲：安田章大
編曲：久米康嵩
  - ソニー・ピクチャーズ エンタテインメント配給映画『スパイダーマン:ホームカミング』日本語吹替版主題歌[15]
  - メンバーの安田章大が制作した楽曲。
9. 侍唄 (さむらいソング) - [4:59]
作詞・作曲・編曲：池田貴史
  - 34thシングル
  - テレビ朝日系金曜ナイトドラマ『サムライせんせい』主題歌[37]
  - レキシからの楽曲提供。
10. S.E.V.E.N 転び E.I.G.H.T 起き - [3:20]
作詞・作曲：UNICORN
編曲：大西省吾
  - UNICORNからの楽曲提供。
11. NOROSHI - [4:32]
作詞：高木誠司
作曲・編曲：Peach
  - 37thシングル
  - 東宝配給映画『土竜の唄 香港狂騒曲』主題歌[38]
12. 青春のすべて - [4:47]
作詞・作曲：水野良樹
編曲：本間昭光
  - 今作のリードトラック
  - いきものがかりの水野良樹、本間昭光からの楽曲提供。
13. 生きろ - [3:32]
作詞・作曲・編曲：渋谷すばる
  - メンバーの渋谷すばるが制作した楽曲。
14. JAM LADY - [4:43]
作詞・作曲：安田章大
編曲：柳野裕孝
  - メンバーの安田章大が制作した楽曲。
15. Traffic - [4:25]
作詞・作曲：錦戸亮
編曲：錦戸亮、Peach
ブラスアレンジ：YOKAN
  - メンバーの錦戸亮が制作した楽曲。
  - 錦戸のソロ3rdアルバム『Nocturnal』にて、同曲のセルフカバーを収録[39]。

#### 初回限定盤A（CD）
1. 罪と夏
2. 今
3. DO NA I
4. なぐりガキBEAT
5. 夢への帰り道
6. えげつない
7. パノラマ
8. Never Say Never
9. 侍唄
10. S.E.V.E.N 転び E.I.G.H.T 起き
11. NOROSHI
12. 青春のすべて
13. ノスタルジア / 丸山隆平・安田章大・錦戸亮・大倉忠義 - [4:09]
作詞：田中秀典
作曲・編曲：蔦谷好位置
  - 丸山・安田・錦戸・大倉のユニット曲。
  - 蔦谷好位置からの楽曲提供。
  - 2025年1月1日に単曲で配信開始された[30]。

#### 初回限定盤B（CD）
1. 罪と夏
2. 今
3. DO NA I
4. なぐりガキBEAT
5. 夢への帰り道
6. えげつない
7. パノラマ
8. Never Say Never
9. 侍唄
10. S.E.V.E.N 転び E.I.G.H.T 起き
11. NOROSHI
12. 青春のすべて
13. Answer / 横山裕・渋谷すばる・村上信五 - [3:42]
作詞：横山裕、渋谷すばる、村上信五
作曲：渋谷すばる
編曲：渋谷すばる、平出悟
  - 横山・渋谷・村上のユニット曲。
  - 横山と渋谷と村上自身が制作した楽曲。
  - 2025年1月1日に単曲で配信開始された[30]。

### 配信
配信限定作品。2024年1月24日に配信された。なお、本作の初回限定盤AおよびBのみに収録された「ノスタルジア」および「Answer」は、それぞれ単曲で2025年1月1日に配信開始された。
1. 罪と夏
2. 今
3. DO NA I
4. なぐりガキBEAT
5. 夢への帰り道
6. えげつない
7. パノラマ
8. Never Say Never
9. 侍唄 (さむらいソング)
10. S.E.V.E.N 転び E.I.G.H.T 起き
11. NOROSHI
12. 青春のすべて
13. 生きろ
14. JAM LADY
15. Traffic

### 特典DVD

#### 初回限定盤A（特典DVD）
| #         | タイトル                                   | 作詞  | 作曲・編曲 | 時間  |
| --------- | ------------------------------------------ | ----- | ---------- | ----- |
| 1.        | 「青春のすべて」(Music Clip)               |       |            | 4:44  |
| 2.        | 「フトコロノカタナ」(ドキュメンタリー映像) |       |            | 94:55 |
| 合計時間: | 合計時間:                                  | 99:39 |            |       |

#### 初回限定盤B（特典DVD）
| #         | タイトル                         | 作詞  | 作曲・編曲 | 時間  |
| --------- | -------------------------------- | ----- | ---------- | ----- |
| 1.        | 「今」(Music Clip)               |       |            | 4:16  |
| 2.        | 「撮り合いメイキング」(企画映像) |       |            | 62:36 |
| 合計時間: | 合計時間:                        | 66:52 |            |       |

## タイアップ
- 侍唄 (さむらいソング)
  - テレビ朝日系金曜ナイトドラマ『サムライせんせい』主題歌[37]
- パノラマ
  - フジテレビ系アニメ『モンスターハンター ストーリーズ RIDE ON』主題歌[36]
- NOROSHI
  - 東宝配給映画『土竜の唄 香港狂騒曲』主題歌[38]
- なぐりガキBEAT
  - 松竹配給映画『破門 ふたりのヤクビョーガミ』主題歌[35]
- Never Say Never
  - ソニー・ピクチャーズ エンタテインメント配給映画『スパイダーマン:ホームカミング』日本語吹替版主題歌[15]
- 今
  - フジテレビ系『FNS27時間テレビ にほんのれきし』テーマソング[33]
  - フジテレビ系『FNS27時間テレビ にほん人は何を食べてきたのか？』テーマソング[34]
- DO NA I
  - TBS系『ペコジャニ∞!』テーマソング

## 楽曲解説
※特記の無い限り出典を参照。
※タイアップについては#タイアップを参照。
1. 罪と夏
  - 35thシングル。
  - サーフロックとグループサウンズを融合したバンドのなかで"真夏だ！ハッチャけよう！"というメッセージを気持ち良く響かせる夏ソング。メンバーのキャラクターを活かしたパーティ感たっぷりのAメロ、「今、君の八月を全てくれないか？」というサビのフレーズが織りなす感情のコントラストも印象的な歌詞となっている。
2. 今
  - 今作のリードトラック。
  - 作詞・作曲は、星野源の友人という設定のニセ明であり、ニセ明が他のアーティストに楽曲提供をするのは初である。編曲は菅野よう子が担当している。
  - 振り付けは振付稼業air:manが担当。
  - 心地よい高揚感を生み出すメロディライン、ドラマティックなストリングス、エモーショナルな歌声の"ジャム"を体感できるアッパーチューン。ソウルミュージックとジャズが絡み合うようなサウンドで、歌詞は"苦い経験を乗り越え、くだらないことで笑い合いながら未来に向かおう"という意志を込められている。
3. DO NA I
  - 作詞はいしわたり淳治が、作曲・編曲は蔦谷好位置が担当。
  - 読み方は「どない」。
  - ピアノとホーンを活かしたサウンドのなかで、女の子に向かって"今夜、一緒に楽しまない？"とモーションをかける男子たちの姿をおもしろおかしく描いたナンバー。
  - 2017年6月25日放送テレビ朝日系『関ジャム 完全燃SHOW』にて、作曲を担当した蔦谷が本曲の制作過程を公開し、同曲をテレビ初披露した。
4. なぐりガキBEAT
  - 38thシングル。
  - トランペットの渋いフレーズから始まり、スカ・ビートを軸にしたバンドサウンドとともにテンションを上げていく楽曲。レゲエ、ロックなどを混ぜたアレンジも"ジャム"というテーマを体現している。
5. 夢への帰り道
  - 作詞はBEGINのギターの比嘉栄昇、作曲は同じくBEGINのボーカルの島袋優が担当。
  - アコースティックギター、オルガン、ハーモニカなどの有機的な響きのなかで、メンバーの表現力の高さが伝わってくる、孤独や不安を抱えながら生きていく決意を感じさせるオーガニックなロックバラード。
6. えげつない
  - 岡崎体育からの楽曲提供。
  - トラックメイク、フロウを含む音楽的なクオリティの高さ、お笑い混じりのエンターテインメントのバランス感覚が素晴らしいヒップホップ・チューン。曲中にはメンバー(安田×大倉、渋谷×横山、錦戸×丸山、MC村上)のラップバトルが織り込まれている。
7. パノラマ
  - 36thシングル。
  - キラキラとした光を放つギターサウンド、前向きな気分に満ちたメロディライン、「大事な人 守る為に いざ立ち上がれ」というフレーズがひとつになったパワーソング。
8. Never Say Never
  - メンバーの安田章大が作詞・作曲を担当。メンバーが作詞・作曲を担当した楽曲にタイアップが付くのは初めてのことである。
  - エッジの効いたギターリフ、サビに入った瞬間に一気にスピード感を増していくバンドサウンド、リズミカルな韻を踏みながら"諦めずにいどめば、必ず未来は開ける"という思い込めた歌詞など、安田のソングライティング・センスを体感できるロックナンバー。
9. 侍唄 (さむらいソング)
  - 34thシングル。
  - レキシからの楽曲提供。
  - 錦戸・渋谷の感情豊かなボーカルに乗せて、"時代を越えて、君に会いにいく"というテーマを含んだ歌をじっくりと堪能できるバラードナンバー。
10. S.E.V.E.N 転び E.I.G.H.T 起き
  - ユニコーンからの楽曲提供。
  - 読み方は「ななころび やおき」。
  - オルガンとギターが絡み合うソロパート、シャウト重視のボーカル、ハードにドライブするバンドサウンド、速弾きのギターフレーズなど、70年代ハードロックのオマージュがたっぷり詰まったロックナンバー。
11. NOROSHI
  - 37thシングル。
  - 読み方は「のろし」。
  - ベース、鍵盤、ギター、トランペットが絡み合うイントロから始まり、ファンクとロックを共存させながら男気に満ちたボーカルと共に進行するロックナンバー。
12. 青春のすべて
  - 今作のリードトラック。
  - 作詞・作曲はいきものがかりのギターの水野良樹が担当し、編曲は音楽プロデューサーの本間昭光が担当。
  - 穏やかさと懐かしさを併せ持ったメロディラインと共に青春と呼ばれる時期を過ぎて、それでも前を向いて生きようとする意志を描かれている。メンバーそれぞれのボーカルスタイルが明確にわかる豊かな魅力を備えた極上のバラード。
  - 2017年6月9日放送テレビ朝日系『ミュージックステーション』にて、同曲のMVが独占先行解禁された。
13. ノスタルジア
  - 初回限定盤Aのみ収録。
  - 丸山・安田・錦戸・大倉のユニット曲。
  - 作曲・編曲は音楽プロデューサーの蔦谷好位置が担当。
  - トロピカルハウス的なテイストを感じさせるトラックのなかで、これまで歩んできた道のりと"その続き"を進もうとする強い想いを歌っている。ひとつひとつのフレーズに感情を込めたボーカルを含め、30代になったから現在だからこそ表現できる、きわめて質の高い大人のポップソング。
14. Answer
  - 初回限定盤Bのみ収録。
  - 横山・渋谷・村上のユニット曲。
  - 作曲・編曲は渋谷、作詞は3人の共作である。
  - 心地よく飛び跳ねるビート、ソウルフルなメロディライン、次のステージに向かおうとする意志を綴ったリリックが自然に溶け合うこの曲には、様々な出来事を一緒に乗り越えてきた3人のリアルな思いが込められている。
15. 生きろ
  - 通常盤のみ収録。
  - 渋谷すばるが作詞・作曲・編曲を担当。
  - 編曲を担当した渋谷が、音源の楽器の配置をライブなどでの実際の立ち位置に配置し、関ジャニ∞の演奏のみでストリングスなどは一切取り入れていない。
  - メンバーが演奏することを想定してアレンジされたという生々しいバンドサウンド、"夢や希望がなくてもいい。ただ生きろ"というあまりにも切実なメッセージ性を含んだ歌からは、聴く人に対する強い思いが伝わってくる。
16. JAM LADY
  - 通常盤のみ収録。
  - メンバーの安田章大が作詞・作曲を担当。
  - "理性を吹っ飛ばし、バカになって楽しもう"モード全開のリリック、スカ~ヒップホップ~ロックなどを自在に取り入れたカラフルなサウンドメイクで、夏のライブにもピッタリなパーティチューン。
  - 2017年10月1日放送テレビ朝日系『関ジャム 完全燃SHOW』にて、同曲をテレビ初披露した。
17. Traffic
  - 通常盤のみ収録。
  - メンバーの錦戸亮が作詞・作曲・編曲を担当。
  - ファンキーなギターカッティングを軸にした楽曲。性急に突き進むバンドグルーヴと"高速道路あるある"を散りばめた歌詞がひとつになったドライブ感たっぷりのナンバー。スラップ・ベース、ギターソロ、トランペットがジャムするような間奏パートも聴き応えたっぷり。

## 楽曲提供者
※表記は曲順通り

### アーティスト作
- ニセ明[注 4]
  - 「今」(作詞・作曲)[注 5]
- 菅野よう子
  - 「今」(編曲)
- いしわたり淳治
  - 「DO NA I」(作詞)
- 蔦谷好位置
  - 「DO NA I」(作曲・編曲)
  - 「ノスタルジア」(作曲・編曲)[注 6]
- BEGIN
  - 比嘉栄昇
    - 「夢への帰り道」(作詞)

  - 島袋優
    - 「夢への帰り道」(作曲)
- 岡崎体育
  - 「えげつない」(作詞・作曲・編曲)
- レキシ
  - 「侍唄 (さむらいソング)」(作詞・作曲・編曲)[注 7]
- ユニコーン
  - 「S.E.V.E.N 転び E.I.G.H.T 起き」(作詞・作曲)[注 8]
- 水野良樹（いきものがかり）
  - 「青春のすべて」(作詞・作曲)
- 本間昭光
  - 「青春のすべて」(編曲)

### メンバー作
- 横山裕
  - 「Answer」(作詞)[注 9]
- 渋谷すばる
  - 「Answer」(作詞・作曲・編曲)[注 9]
  - 「生きろ」(作詞・作曲・編曲)[注 10]
- 村上信五
  - 「Answer」(作詞)[注 9]
- 安田章大
  - 「Never Say Never」(作詞・作曲)
  - 「JAM LADY」(作詞・作曲)[注 10]
- 錦戸亮
  - 「Traffic」(作詞・作曲・編曲)[注 10]

## 参加ミュージシャン
- アルバムクレジットより。
- シングル曲は該当ページを参照。

今

DO NA I
- E Bass：須藤優（XIIX）
- E Guitar：名越由貴夫
- Trumpet：川上鉄平
- Trombone：榎本裕介
- Tenor Sax：橋本和也
- Bass Sax：竹村直哉
- all other Instruments：蔦谷好位置

夢への帰り道
- Drums & other Percussion：濵﨑大地
- E Bass：宮本將行
- A Piano：佐藤真吾
- Strings：雨宮麻未子ストリングス
- Blues harp：渋谷すばる
- A&E Guitar & all other Instruments：大西省吾

えげつない
- E Guitar：Peach
- all other Instruments：岡崎体育

Never Say Never

S.E.V.E.N転び E.I.G.H.T起き
- Drums：濵﨑大地
- E Bass：宮本將行
- E Guitar & all other Instruments：大西省吾

青春のすべて
- Drums：玉田豊夢
- E Bass：根岸孝旨
- A&E Guitar：林部直樹
- Strings：真部裕ストリングス
- all other Instruments：本間昭光

生きろ
- Drums：大倉忠義
- E Bass：丸山隆平
- A Guitar：渋谷すばる
- E Guitar：安田章大
- E Guitar：錦戸亮
- Trumpet & Timpani：横山裕
- Keyboards：村上信五

JAM LADY
- E Guitar：高慶"CO-K"卓史
- Chorus：千佐真里奈、山崎麻由美
- E Bass & all other Instruments：柳野裕孝

Traffic
- Drums：河村吉宏
- E Bass：松田"FIRE"卓己
- A Guitar：錦戸亮
- Strings：雨宮麻未子ストリングス
- Trumpet：YOKAN
- Trumpet：斎藤幹雄
- Trombone：鈴木大納言
- Tenor Sax：佐藤公彦
- E Guitar & all other Instruments：Peach

ノスタルジア
- all Instruments：蔦谷好位置

Answer
- Drums：吉田太郎
- E Bass：中川量
- A Piano & Keyboards：佐藤真吾
- Trumpet & Bass Sax：YOKAN
- Trumpet：小澤篤士
- Trombone：SASUKE
- Tenor Sax：佐藤公彦
- E Guitar：Peach
- A Piano solo：村上信五
- Trumpet solo：横山裕
- Blues harp solo：渋谷すばる
- all other Instruments：渋谷すばる、平出悟

## クリエイター
※ビジュアルジャム歌詞カードでの一流クリエイターとのコラボ
- 竹井千佳 × 関ジャニ∞ :「罪と夏」
- 宮原夢画 × 関ジャニ∞ :「今」
- 加茂克也 × 渋谷すばる :「DO NA I」
- edenworks × 横山裕 :「なぐりガキBEAT」
- 串野真也 × 関ジャニ∞ :「夢への帰り道」
- チョーヒカル × 丸山隆平 :「えげつない」
- DAISY BALLOON × 村上信五 :「パノラマ」
- 磯部昭子 × 安田章大 :「Never Say Never」
- Kim Songhe × 錦戸亮 :「侍唄(さむらいソング)」
- 片岡メリヤス × 関ジャニ∞ :「S.E.V.E.N 転び E.I.G.H.T 起き」
- スズキタカユキ × 大倉忠義 :「青春のすべて」
- たなかみさき × 丸山隆平&安田章大&錦戸亮&大倉忠義 :「ノスタルジア」
- groovisions × 横山裕&渋谷すばる&村上信五 :「Answer」
- エドツワキ × 渋谷すばる :「生きろ」
- Enlightenment × 安田章大 :「JAM LADY」
- とんだ林蘭 × 錦戸亮 :「Traffic」
- 千原徹也 (れもんらいふ) × 関ジャニ∞ : クレジットページ&アートディレクター
- 永瀬由衣 (れもんらいふ) : デザイナー

## 収録作品
※シングル曲は各ページを参照。

### アルバム
今

えげつない
- 2ndベストアルバム『GR8EST』(201∞限定盤 特典CD)

※メドレーの1曲として収録。

Traffic
- 錦戸ソロ3rdアルバム『Nocturnal』

※錦戸のセルフカバーバージョンを収録。

### 映像作品

#### ライブ映像
今

DO NA I
- 17thライブDVD/Blu-ray『関ジャニ'sエイターテインメント ジャム』
- 44thシングル『Re:LIVE』(期間限定盤B 特典DVD)

夢への帰り道
- 17thライブDVD/Blu-ray『関ジャニ'sエイターテインメント ジャム』

えげつない
- 17thライブDVD/Blu-ray『関ジャニ'sエイターテインメント ジャム』

Never Say Never

S.E.V.E.N 転び E.I.G.H.T 起き
- 17thライブDVD/Blu-ray『関ジャニ'sエイターテインメント ジャム』

青春のすべて
- 17thライブDVD/Blu-ray『関ジャニ'sエイターテインメント ジャム』

生きろ
- 17thライブDVD/Blu-ray『関ジャニ'sエイターテインメント ジャム』

JAM LADY
- 17thライブDVD/Blu-ray『関ジャニ'sエイターテインメント ジャム』
- 44thシングル『Re:LIVE』(期間限定盤B 特典DVD)

Traffic
- 17thライブDVD/Blu-ray『関ジャニ'sエイターテインメント ジャム』
- 錦戸ソロ1stライブDVD/Blu-ray『錦戸亮 LIVE TOUR 2019 "NOMAD"』

※錦戸がソロで披露。通常盤の特典CDにはライブ音源を収録。
- 錦戸ソロ4thライブBlu-ray/DVD『錦戸亮 LIVE 2021 "SHABBY"』

※錦戸がソロで披露。通常盤の特典CDにはライブ音源を収録。
- 錦戸ソロ6thライブBlu-ray/DVD『錦戸亮 LIVE TOUR 2024 "NOMADOFNOWHERE"』(特別仕様Untitled盤 特典Blu-ray/DVD)

※錦戸がソロで披露。
※特典CDにはライブ音源を収録。

ノスタルジア
- 17thライブDVD/Blu-ray『関ジャニ'sエイターテインメント ジャム』

Answer
- 17thライブDVD/Blu-ray『関ジャニ'sエイターテインメント ジャム』

#### ミュージック・ビデオ
今

青春のすべて
- 2ndベストアルバム『GR8EST』(完全限定豪華盤 特典DVD)

## 関連ライブ
- 関ジャニ'sエイターテインメント ジャム（2017年7月15日 - 9月10日、全14公演）